# カワトンボ科
カワトンボ科（カワトンボか、Calopterygidae）はトンボ目・イトトンボ亜目に属する昆虫群。

## 日本のカワトンボ
カワトンボ亜科 Calopteryginae
- アオハダトンボ属 Calopteryx
  - アオハダトンボ Calopteryx japonica
  - ハグロトンボ Calopteryx atrata
  - ミヤマカワトンボ Calopteryx cornelia
- タイワンハグロトンボ属 Matrona
  - リュウキュウハグロトンボ Matrona japonica
- カワトンボ属 Mnais
  - ニホンカワトンボ Mnais costalis
  - アサヒナカワトンボ Mnais pruinosa
- クロイワカワトンボ属 Psolodesmus
  - クロイワカワトンボ Psolodesmus kuroiwae

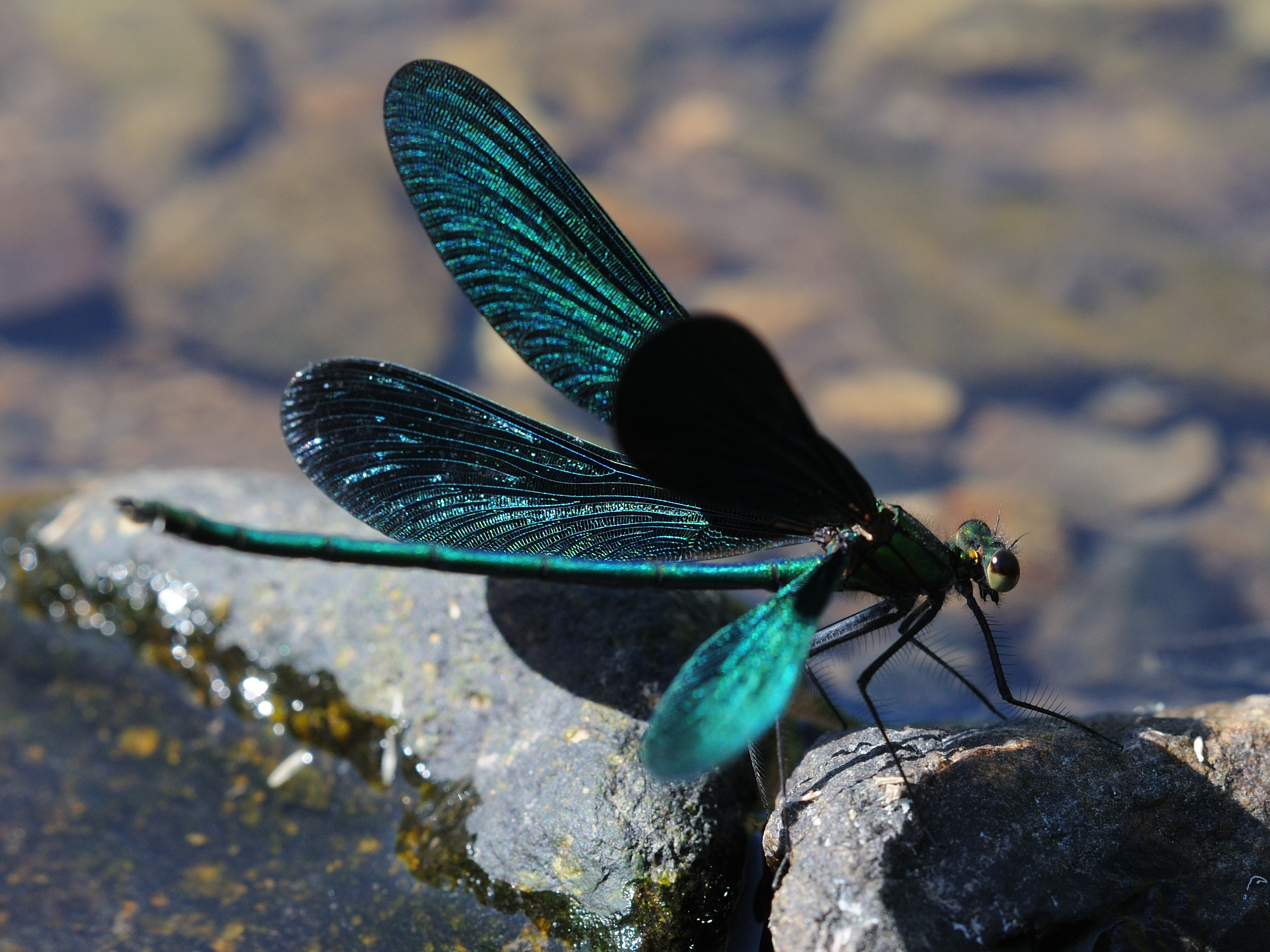
アオハダトンボ（オス）
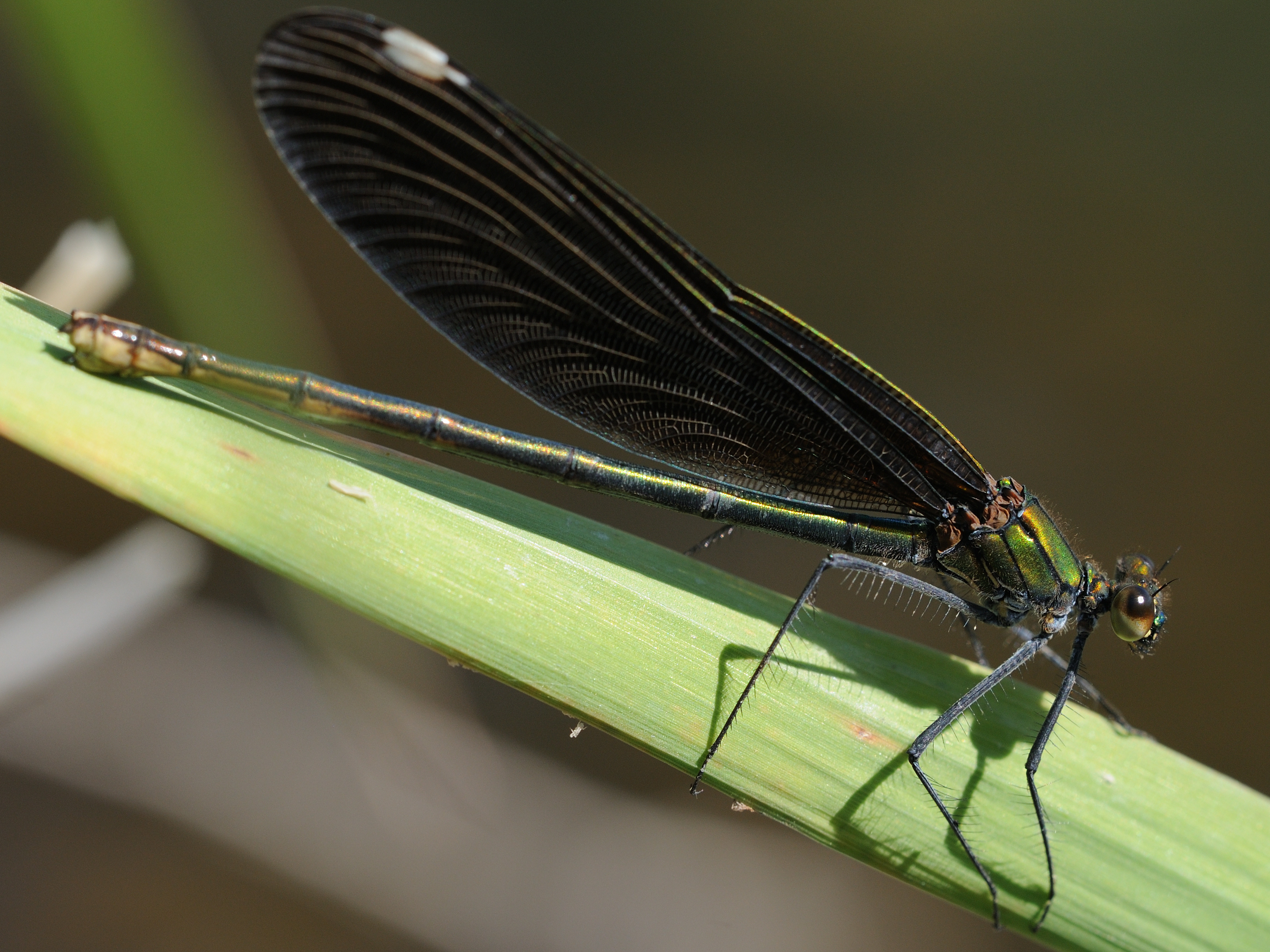
アオハダトンボ（メス）
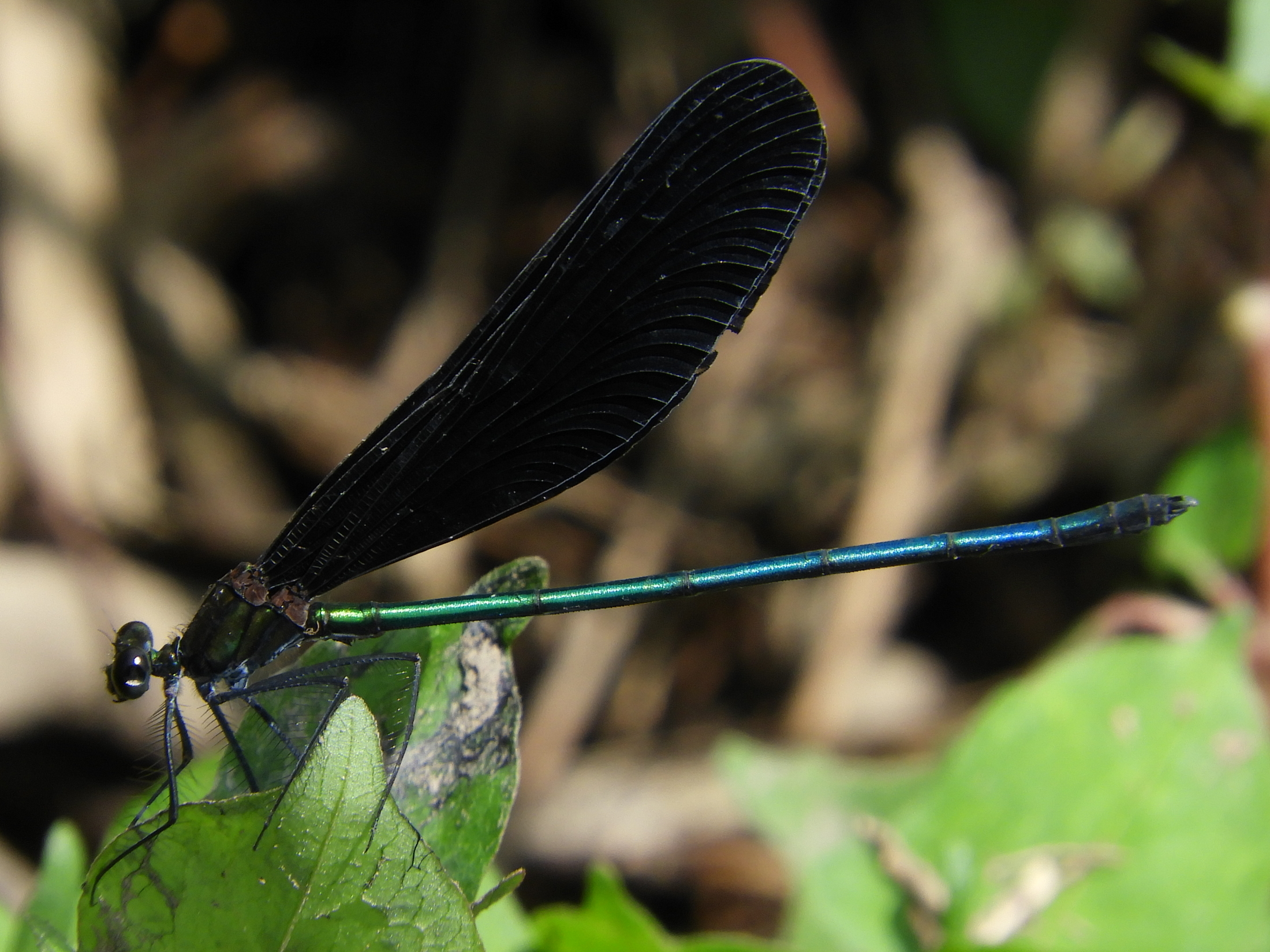
ハグロトンボ（オス）
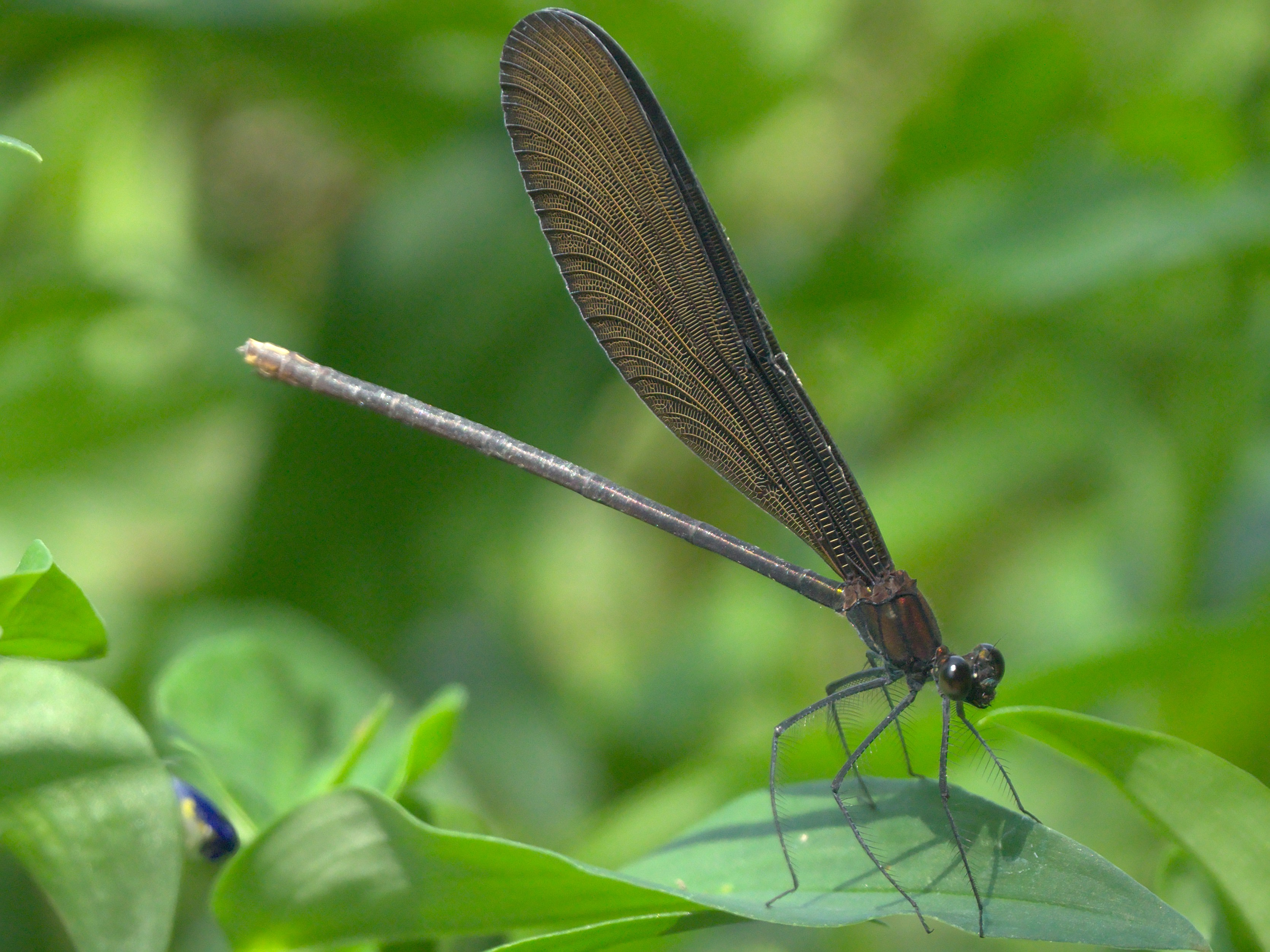
ハグロトンボ（メス）
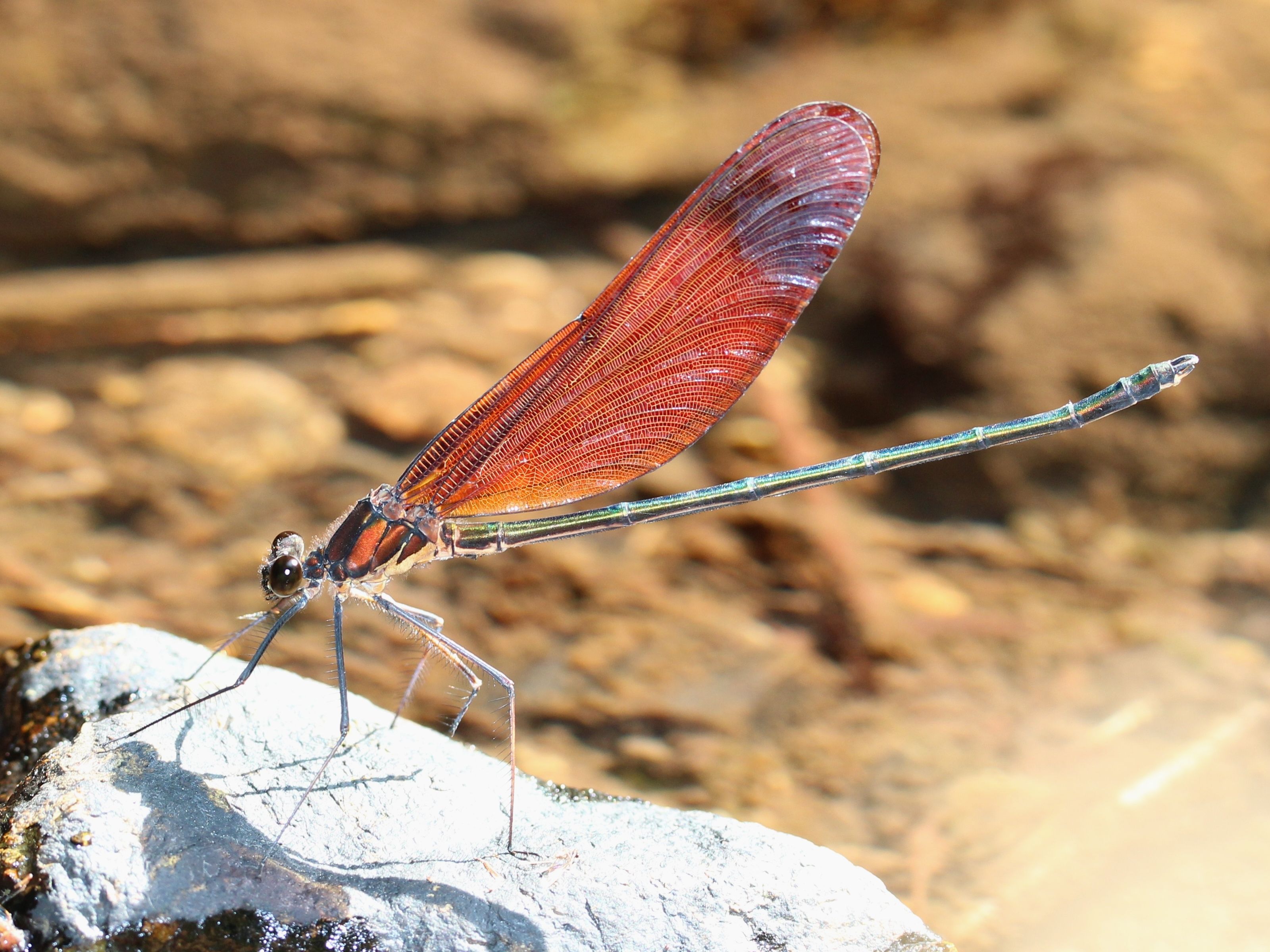
ミヤマカワトンボ（オス）
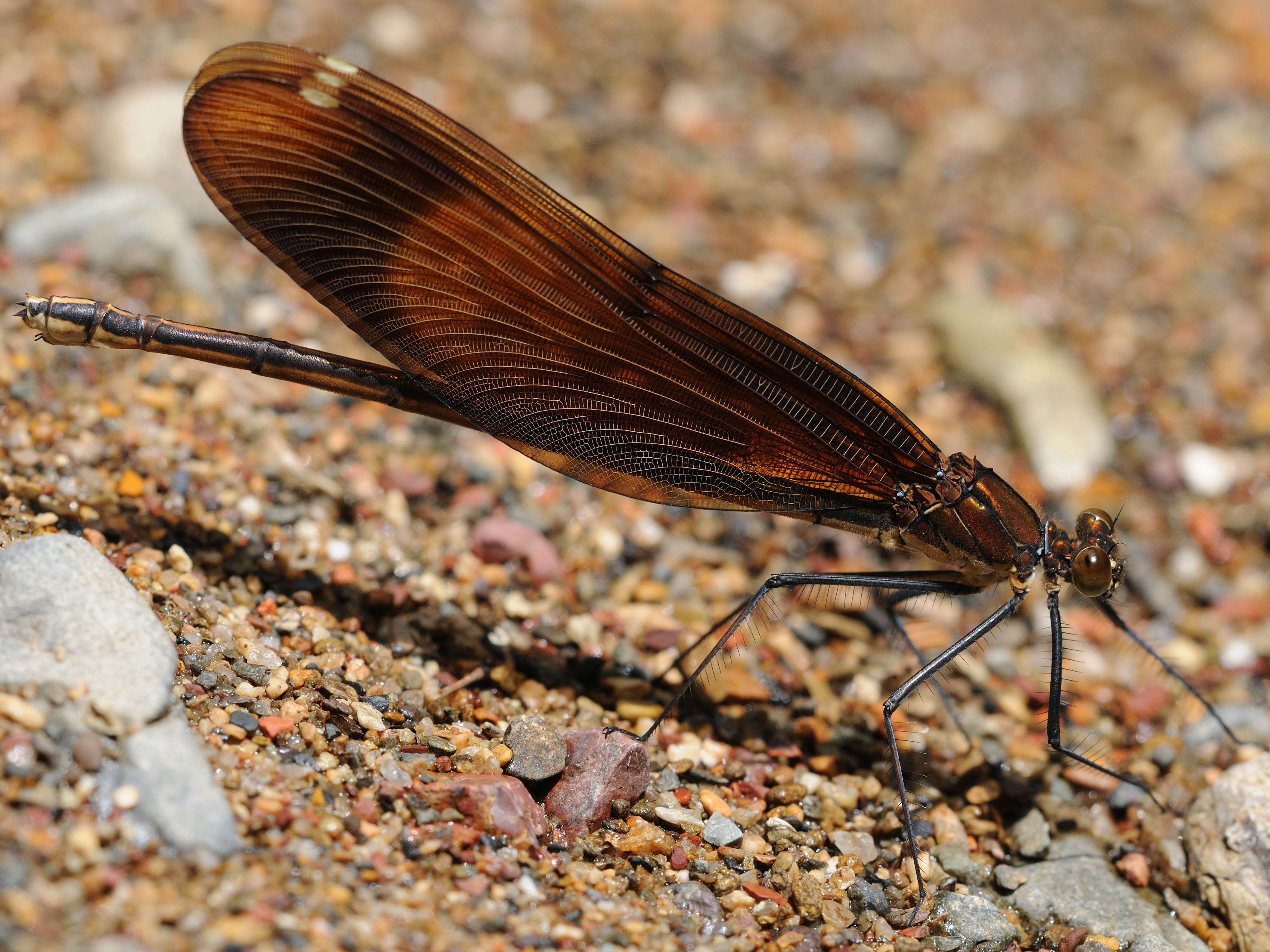
ミヤマカワトンボ（メス）
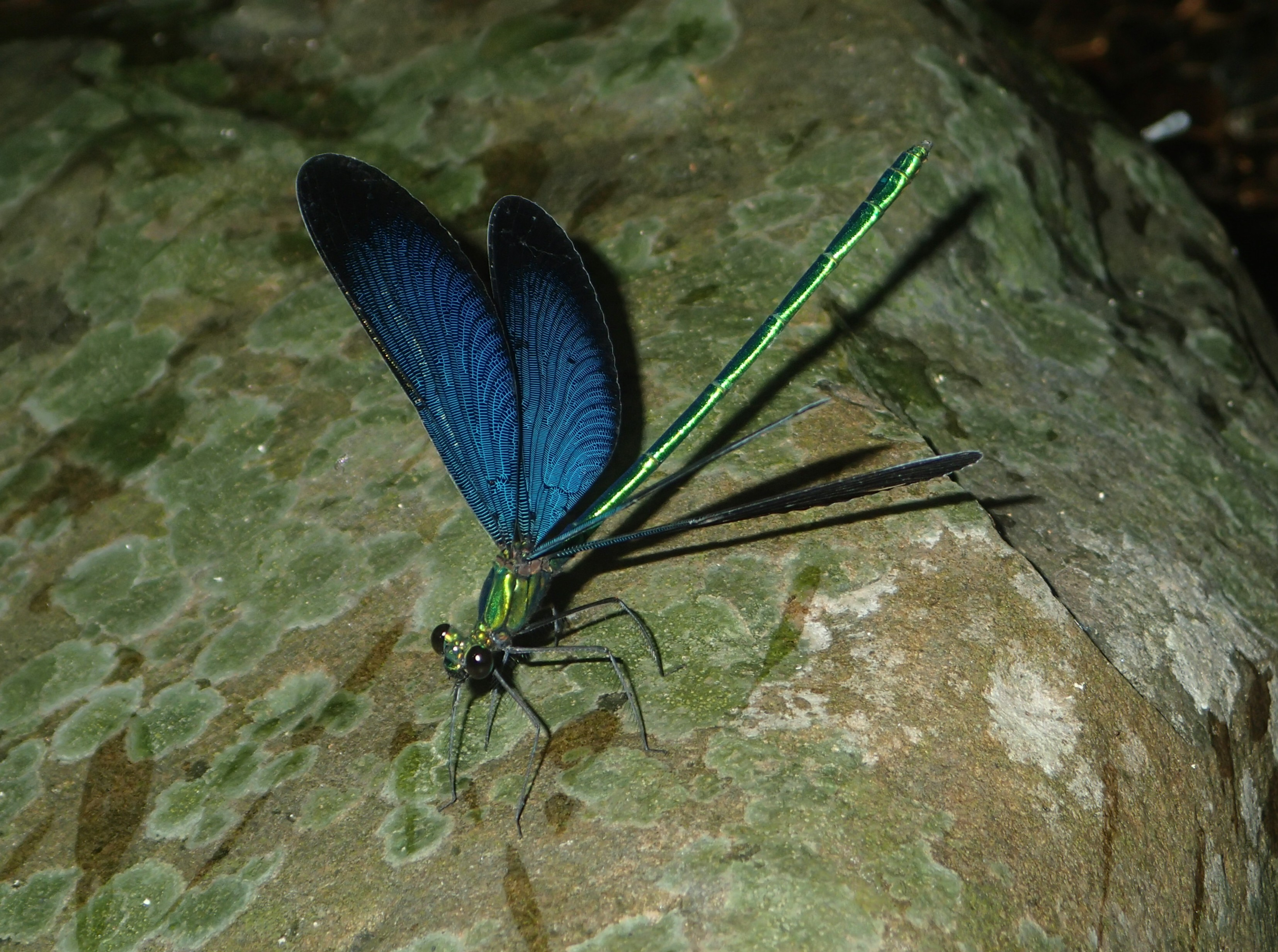
リュウキュウハグロトンボ（オス）
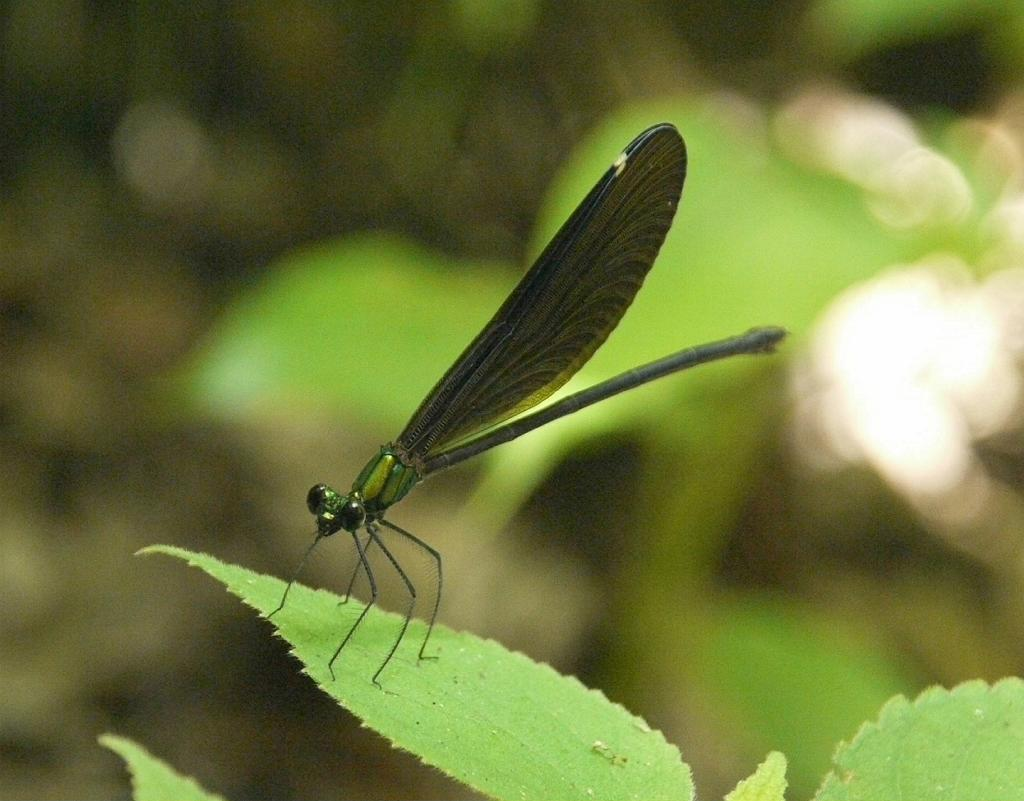
リュウキュウハグロトンボ（メス）
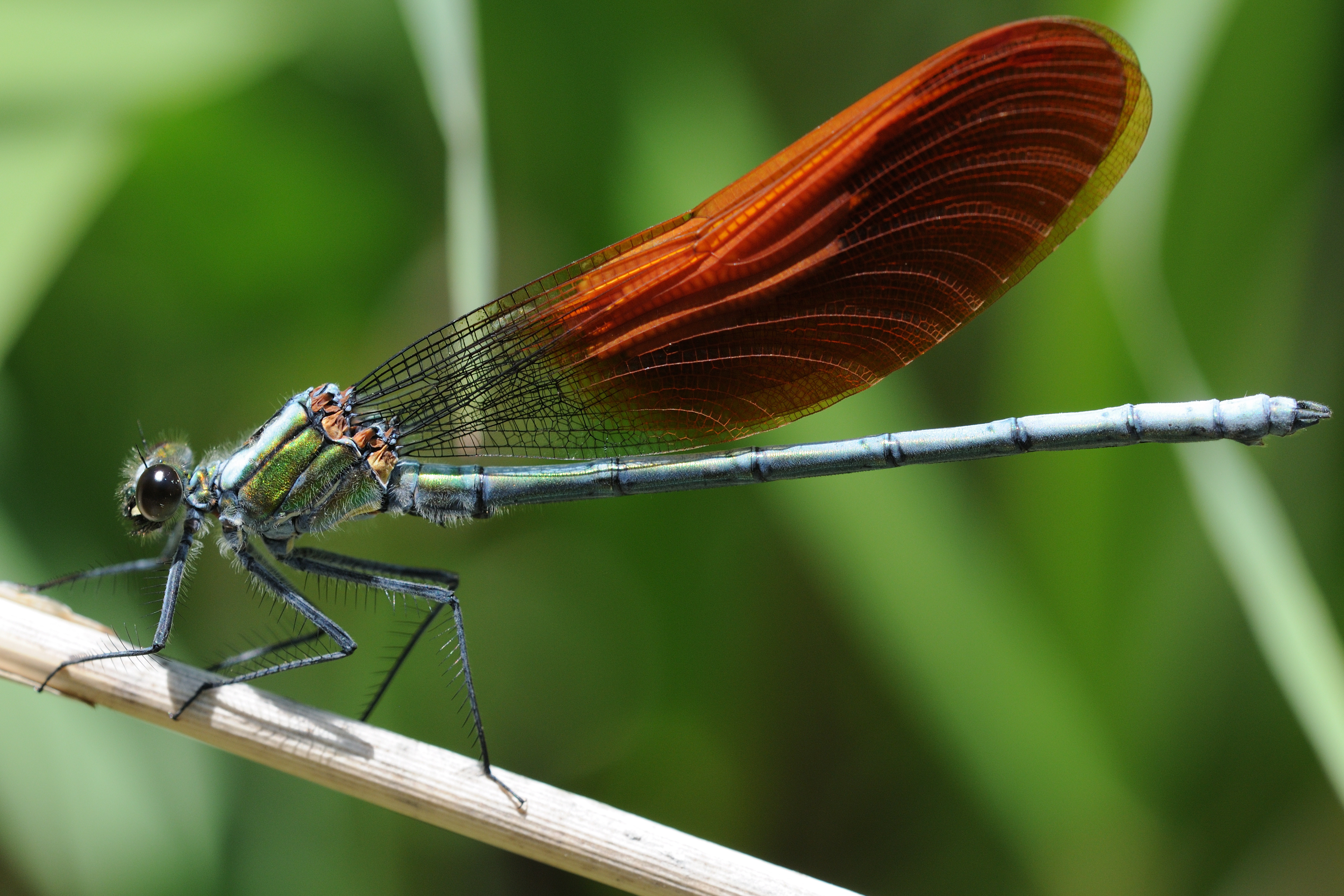
ニホンカワトンボ（オス）
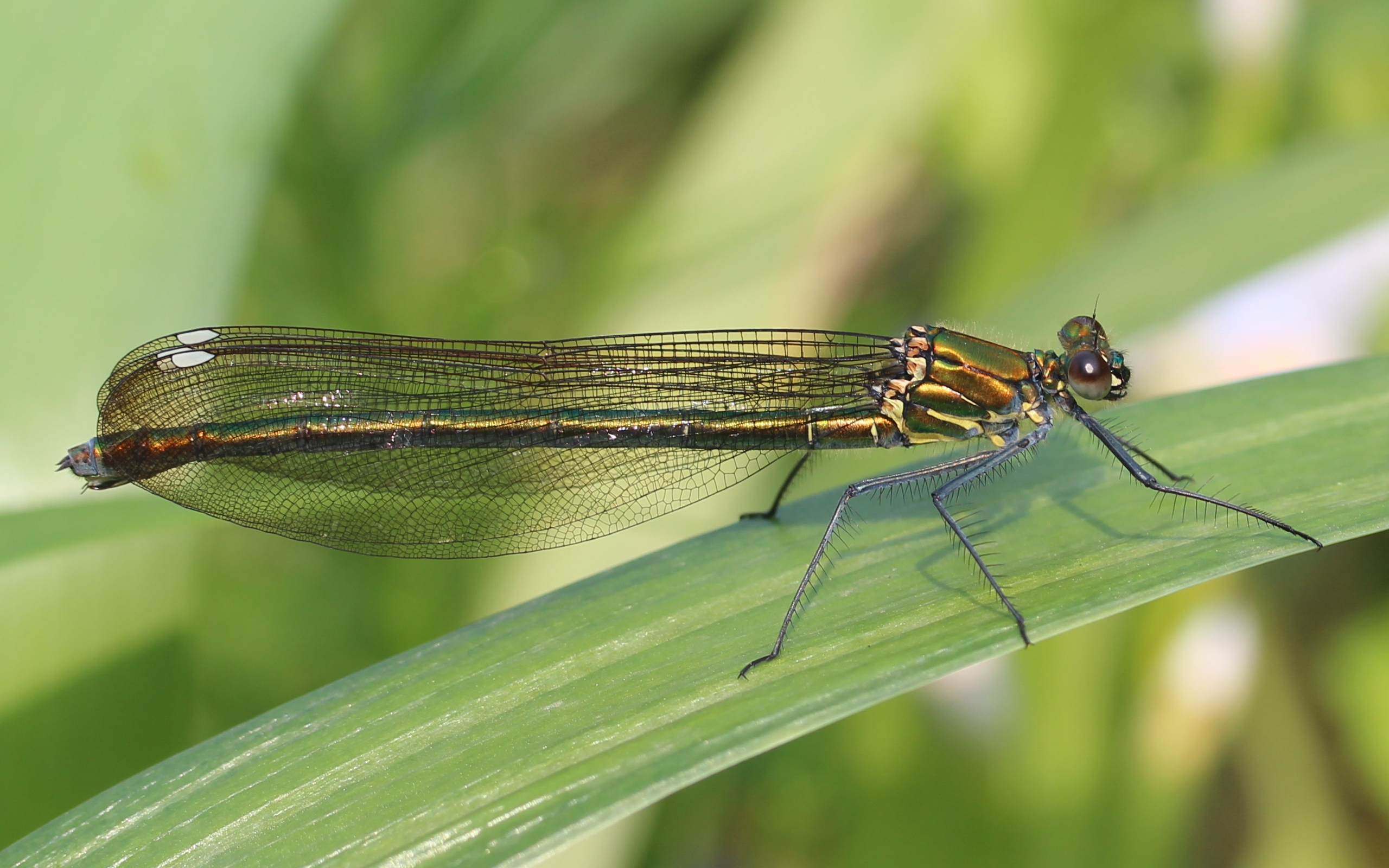
ニホンカワトンボ（メス）
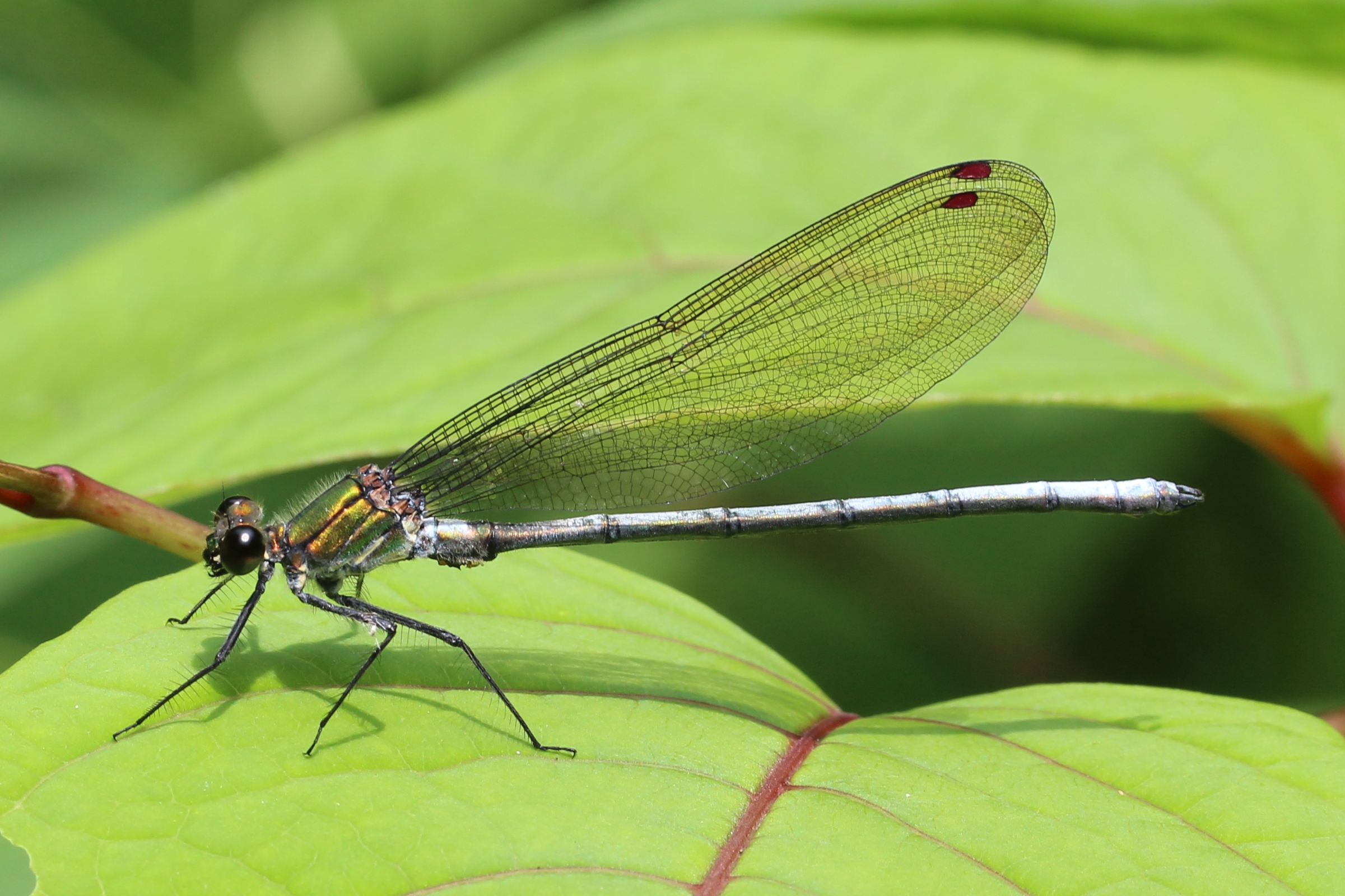
アサヒナカワトンボ（オス）
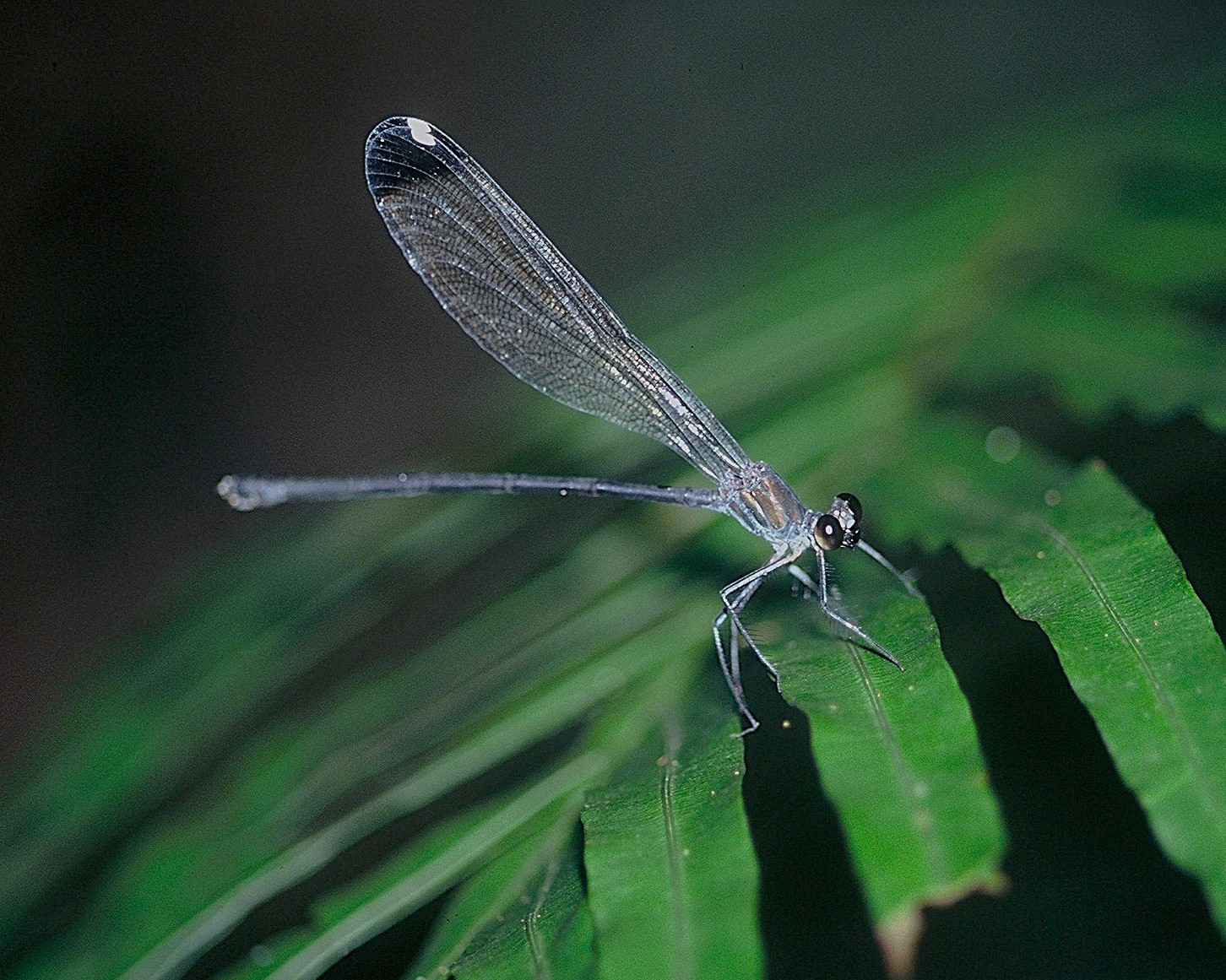
クロイワカワトンボ（メス）